# Arno Dierickx
Arno Dierickx is een Belgisch regisseur werkend en woonachtig in Amsterdam, Nederland.
Hij heeft een aantal Nederlandse televisieseries geregisseerd zoals Russen, Vuurzee, Deadline, Overspel, De Deal en het laatste seizoen van Willie en Nellie. Hij regisseerde ook de korte films De maan is kapot, Bezet en de dansfilm One Man Without a Cause. Hij regisseerde de telefilm Zinloos, Maria op zolder en de speelfilm Bloedbroeders.
Arno Dierickx kreeg drie keer een Gouden Kalf, voor Maria op zolder, De maan is kapot en Overspel.
Bloedbroeders werd vijf keer genomineerd voor een Gouden Kalf en internationaal o.a. geselecteerd voor het filmfestival van San Sebastian. Op het filmfestival van Ourense werd Bloedbroeders in de hoofdcompetitie bekroond met de prijs voor beste regie.
Zijn broer is de acteur Serge Falck, die voornamelijk in Oostenrijk en Duitsland aan het werk is en die ook in Nederland onder andere in de Serie Medicopter 117 te zien was. Dierickx is een zoon van Belgisch politicus Ludo Dierickx en Oostenrijks zangeres Eva Maria Hückl.